# 夢の子供たち
『夢の子供たち』（Dream Children）作品43は、エドワード・エルガーが作曲した小オーケストラのための楽曲。

## 概要
この作品はエルガーの名声と人気が絶頂に達しようとしていた1902年に書かれた。小曲を作曲して生活費を稼がねばならないことに不平すら漏らしたエルガーとしては珍しく、委嘱を受けての仕事ではなかった。音楽評論家のマイケル・ケネディは、エルガーが1898年以来取り組んでいたチャールズ・ゴードンを讃える交響曲から、未使用の素材を転用したのではないかとする説を唱えている。2つある楽章はいずれも交響曲の楽章としての体をなしていないが（演奏時間は第1楽章が3分強、第2楽章が4分強にとどまる）、それは小規模な部分ごとに作曲を行い、その後全体に統合するというエルガーの習慣でもあった。
総譜とパート譜は当初1902年にロンドンのジョゼフ・ウィリアムズ社から、その後1911年にマインツのショット社から出版された。フランス語の「Enfants d'un Rêve」という題が掲げられ、その下に「（Dream-Children）」と英訳を掲載した上での刊行であった。過去に『愛の挨拶』を「Salut d'Amour」として出版した際と同様、エルガーはフランス語のタイトルの方がよく売れるという出版社の意見に同意したのである。献呈は行われていない。
初演は1902年9月4日、クイーンズ・ホールにおいてアーサー・ペインの指揮で行われた。

## チャールズ・ラムの随筆
この作品はチャールズ・ラムが1822年に出版した『エリア随筆』（Essays of Elia）中の一編、「Dream-Children ; A Reverie」から霊感を得ており、エルガーは楽譜に下記のようなエッセイの抜粋を書き入れている。エッセイは改行なしで4ページ以上に及び、夢想が繰り広げられる。アリスとジョンという「小さな者たち "little ones"」を呼び、曾祖母のフィールドと彼女の家のこと、そしてもう1人のアリスに対する彼自身の求婚、願い、やがて訪れる絶望が語られる。
* * * And while I stood gazing, both the children gradually grew fainter
to my view, receding, and still receding till nothing at last but two mourn-
ful features were seen in the uttermost distance, which, without speech,
strangely impressed upon me the effects of speech: "We are not of Alice,
nor of thee, nor are we children at all. * * * *  We are nothing; less than
nothing, and dreams. We are only what might have been." * * *
「アリス」という名前はエルガー自身の人生においても重要であった。彼が親しく交際する中で数々の霊感を得たアリス・ステュアート＝ウォートリーのみならず、彼の妻もまたアリスであった。ただし、エルガーとステュアート＝ウォートリーとの出会いは1902年であり、両者が親交を深めるのはさらに数年後のことである。

## 楽器編成
フルート2、オーボエ2、クラリネット2、ファゴット2、ホルン4、ティンパニ3、ハープ、弦五部。

## 楽曲構成
2つの楽章からなる。
第1曲
アンダンテ 12/8拍子 ト短調
1小節の導入の後、クラリネットが穏やかな旋律を奏する（譜例1）。

譜例1
中間部では譜例1を変ホ長調へ移すが、再びト短調へと戻り、最後は最弱音（pppp）の中に消えるように終わる。
第2曲
アレグレット・ピアチェーヴォレ 3/8拍子 ト長調
前奏を置かず、クラリネットが奏する譜例2に開始する。

譜例2
爽やかな調子で進み、中間部ではオーボエとクラリネットによって新しい旋律が奏される（譜例3）。

譜例3
譜例2が回帰し、その後譜例3を振り返るなどして一度終了したかに思われる。しかし、アンダンテ、12/8拍子、ト短調となって譜例1が現れ、静寂の中に全曲を締めくくる。